# Big D Jamboree

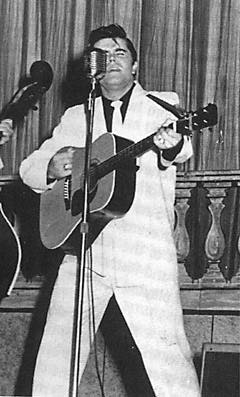
Warren Smith

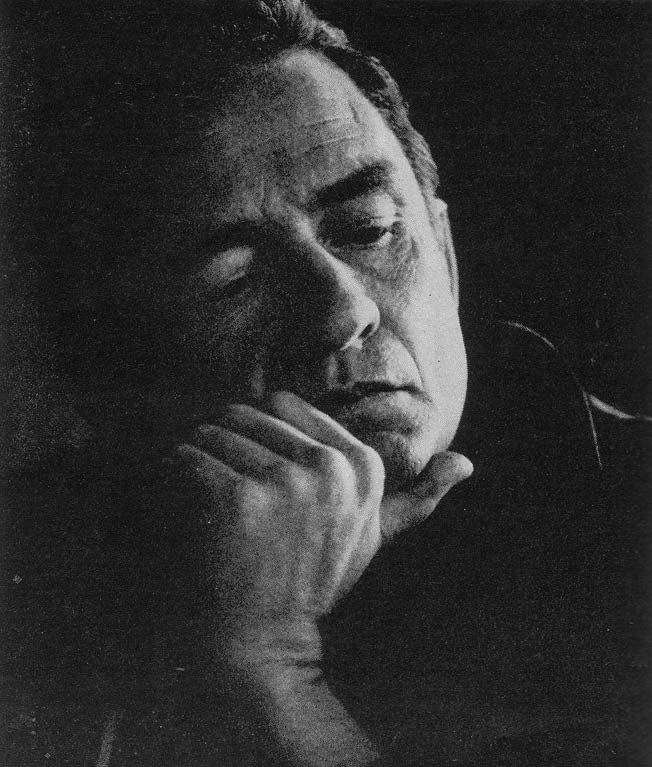
Johnny Cash

Das Big D Jamboree war eine US-amerikanische Musiksendung, die von dem Hörfunksender KRLD ausgestrahlt wurde. Die Show bestand aus Auftritten berühmter Country-Musiker sowie aus Sketchen und Gags.

## Geschichte

### Anfänge
Das Big D Jamboree startete am 18. Oktober 1947 als Lone Star Barn Dance, doch schon nach einem Jahr wurde die Show umbenannt. Abgehalten wurde sie in dem Sportatorium in Dallas, Texas, das bis zu 6300 Zuschauer aufnehmen konnte. Produziert wurde die Sendung anfänglich von Al Turner und Ed McLemore, später dann von Johnny Hicks und Johnny Harper. Zu dieser Zeit, Ende der 1940er-Jahre, gab es in Dallas keine andere Country-Show, daher erfreute sich das Big D Jamboree großer Beliebtheit.

### Erfolgreichste Show in Texas
Die Zahl der Musiker, die regelmäßig dort auftraten, stieg von 20 (1947) bis auf 50 (1953). Um 1956 wurde das Big D Jamboree dann in das CBS-Netz eingespeist, so konnte man in fast ganz Amerika die Sendung empfangen. Zur selben Zeit wurde eine halbstündige Sequenz der Show im wöchentlichen Wechsel mit der KWKH Louisiana Hayride, dem WHAS Old Kentucky Barn Dance und dem WRVA Old Dominion Barn Dance über AFN in Europa übertragen. Anfänglich traten im Big D Jamboree nur lokale Musiker auf, was sich Anfang der 1950er Jahre änderte. Die Liste der Stars ist lang, unter anderem traten Faron Young, Webb Pierce und Hank Locklin im Big D Jamboree auf. Für junge Talente war die Sendung auch eine Möglichkeit, größere Bekanntheit zu erlangen. Ab 1954 trug das Big D Jamboree vor allem zur Verbreitung des Rockabilly bei, da auch Elvis Presley, Johnny Cash, Carl Perkins, Warren Smith und viele weitere Rockabilly-Künstler hier auftraten und sich dem strengen Regiment der WSM Grand Ole Opry entzogen. Die Show galt in Texas und den anderen Südstaaten als einer der wichtigsten Radiosendungen überhaupt.
Als sich die Blütezeit der Country-Sendungen Anfang der 1960er-Jahre legte, verlor auch das Big D Jamboree an Popularität. Durch das Fernsehen mussten die Leute nun nicht mehr Radio hören oder sich eine Live-Show angucken. Bis in die frühen 1960er Jahre bestand die Sendung mit reduziertem Aufgebot weiter. Danach wurde sie abgesetzt. Das Sportarium, das Gebäude, in dem die Shows stattfanden, wurde später als Wrestlingarena genutzt und wurde 2003 abgerissen.
Für das Jahr 2009 war geplant, das Big D Jamboree erneut aufleben zu lassen.

## Gäste und Mitglieder
| - Jimmy Lee Fautheree - „Country“ Johnny Mathis - Jimmy and Johnny - Webb Pierce - Hank Locklin - Hank Thompson - Lefty Frizzell - Hank Snow - Janis Martin and the Marteens - Jimmy Wakely - Sonny James - Johnny Carroll - Wanda Jackson - Sid King and the Five Strings - Johnny Horton - Carl Perkins - Jackie Lee Cochran - Buck Griffin - Eddie Bond - Elvis Presley | - Billy Walker - Charline Arthur - Werly Fairburn - Warren Smith - The Beavers - The Hilltop Ramblers - The Texas Stompers - Leon Payne and his Lone Star Buddies - Orville Couch - Riley Crabtree - Eddie McDuff - Bobby Williamson - George Kent - Sunshine Ruby - Herald Goodman - Abbie Neal and her Ranch Girls - Wade and Dick - Johnny Hicks - Doug Bragg - Jimmy Patton |